# オンラジ!
『オンラジ!』は、2022年度以降のプロ野球ナイターオフシーズン限定番組として、毎週金・土曜日20時から生放送されているMBSラジオの音楽番組である。
2022年度（便宜上シーズン1）は11月4日から2023年3月25日まで。2023年度のシーズン2は11月10日から2024年3月29日、2024年度のシーズン3は11月8日から2025年3月末までの放送予定。

## 番組内容
「音楽の力でMラジのスイッチをONに!」をコンセプトに、MBSラジオで初めてレギュラー番組を持つミュージシャン2組が担当し、ゲストコーナーやプライベートトーク、音楽論などを語り合う。

### 金曜日「オンラジ!Friday Novel Coreの独創フライデー」
- 金曜日20時から20時55分生放送。
- SKY-HIの展開するBMSGというレコードレーベルのアーティスト第1号となったNovel Coreがディスクジョッキーを務める。
- 番組では様々な分野からゲストを迎えるトークコーナー「コアの部屋」を中心に、悩み相談にわがままに答える「WAGAMAMA Core Time」、リスナーの特技や自慢話を投稿してもらう「みんなのノベル賞」、リスナーから様々なシチュエーションに基づいた音楽のリクエストを募る「DJ CORE」の各コーナーを放送する。またYouTube連動「コアのPANIC！Pressure！１分チャレンジ」もある。

#### コアの部屋に登場したゲスト
- 2022年
  - 11月4日 - 工藤大輝（Da-iCE）
  - 11月11日 - claquepot（初回「コアの部屋」コーナーゲストの工藤大輝の双子の兄）
  - 11月18日 - ゲストなし
  - 11月25日 - 向井太一
  - 12月2日 - ゲストなし
  - 12月9日 - rin音
  - 12月16日 - 神はサイコロを振らない
  - 12月23日 - KENZO（DA PUMP）
  - 12月30日 - 四千頭身（土曜版とのセットによる2時間スペシャルの第1部として放送）
- 2023年
  - 1月6日 - ゲストなし
  - 1月13日 - マナ（CHAI）

### 土曜日「オンラジ! 〜THE RAMPAGEのオンビートラジオ〜」
毎週土曜20時から21時まで放送。2022年11月にTHE RAMPAGEのラジオ番組として始まった。メインパーソナリティは関西出身の陣と武知海青。2023年3月までの5カ月間放送された。
2年目から番組名が『オンラジ! 〜THE RAMPAGEのオンビートラジオ〜supported by Colantotte』となり、2023年11月から2024年3月までの5カ月間放送された。
3年目は、2024年11月から2025年3月までの5カ月間放送される。